# کاوشگر قمرهای یخی مشتری
کاوشگر قمرهای یخی مشتری (به انگلیسی: Jupiter Icy Moons Explorer) به صورت مخفف (JUICE) یک سفینهٔ فضایی میان‌سیاره‌ای است که در ۱۴ آوریل ۲۰۲۳ توسط آژانس فضایی اروپا (ESA) توسط پیمانکار اصلی آن ایرباس دیفنس اند اسپیس به فضا پرتاب شد. این مأموریت قمرهای گالیله‌ای مشتری را مورد مطالعه قرار خواهد داد: گانیمد، کالیستو و اروپا (به استثنای آیو که از نظر آتشفشانی فعال‌تر است)، تصور می‌شود همهٔ آن‌ها دارای آب مایع قابل توجهی در زیر سطح خود هستند که آن‌ها را به محیط‌های زیست‌پذیر تبدیل خواهد نمود.
این کاوشگر در ۱۴ آوریل ۲۰۲۳ در ساعت ۱۲:۱۴ ساعت هماهنگ جهانی از پایگاه فضایی گویان به فضا پرتاب شد و در ژوئیه ۲۰۳۱ پس از چهار کمک گرانشی و هشت سال سفر در دسامبر ۲۰۳۴ به مشتری خواهد رسید.

## پیشینه
این مأموریت به عنوان یک نگرش دوباره به پیشنهاد مطرح «مدارگرد مشتری-گانیمد» آغاز شد که قرار بود بخشی از مأموریت سپس لغو شدهٔ آژانس فضایی اروپا؛ «سیستم مشتری - لاپلاس» (EJSM-Laplace)، باشد.این مأموریت نامزدی برای نخستین مأموریت کلاس L (L1) پروژهٔ چشم‌انداز کیهانی ۲۰۱۵-۲۰۲۵ ESA شد و انتخاب آن در ۲ مه ۲۰۱۲ اعلام شد.
در آوریل ۲۰۱۲، گزینهٔ پروژهٔ JUICE در برابر تلسکوپ پرتو ایکس پیشنهادی تلسکوپ پیشرفته برای اخترفیزیک با انرژی بالا (ATHENA) و یک آنتن رصدخانه‌ای امواج گرانشی (رصدخانه موج گرانشی جدید (NGO))، پیشنهاد شد.
در ژوئیهٔ ۲۰۱۵، شرکت صنایع هوافضایی ایرباس دیفنس اند اسپیس به عنوان پیمانکار اصلی برای طراحی و ساخت این کاوشگر انتخاب شد تا در تولوز، فرانسه مونتاژ شود.

## فضاپیما
چالش‌های اصلی در طراحی فضاپیما مربوط به فاصلهٔ زیاد تا خورشید در رابطه با استفاده از انرژی خورشیدی و محیط خشن تابشی مشتری است. درج مداری در مشتری و گانیمد و تعداد زیاد مانورهای پرواز کناری (بیش از ۲۵ کمک گرانشی و دو پرواز اروپا) به فضاپیمایی نیاز دارد که حدود ۳۰۰۰ کیلوگرم (۶۶۰۰ پوند) پیشران شیمیایی را حمل کند.
JUICE آنتنی با بهرهٔ بالا، با قطر ۲٫۵ متر ثابت و یک آنتن با بهره متوسط قابل چرخش است که از هر دو باند ایکس و کی استفاده می‌شود. نرخ پیوند مخابراتی ۲ گیگابیت در روز با آنتن‌های فضای عمیقِ زمینی امکان‌پذیر است. ظرفیت ذخیره‌سازی اطلاعات روی برد ۱٫۲۵ ترابایت است.
موتور اصلی JUICE یک پیشرانه با دو پیشرانه هایپرگولیک (مونومتیل‌هیدرازین و اکسیدهای مخلوط نیتروژن) ۴۲۵ نیوتن است. ۱۰۰ کیلوگرم عایق چند لایه کنترل حرارتی را فراهم می‌کند. فضاپیما ۳ محوره با استفاده از چرخ‌های تکانه تثبیت شده‌است. محافظ تابشی برای محافظت از وسایل الکترونیکی پردازنده در برابر محیط مشتری استفاده می‌شود.

## جدول زمانی

### پرتاب و مسیر
ابتدا قرار بود JUICE در ۱۳ آوریل ۲۰۲۳ با وسیله نقلیه پرتاب آریان ۵ از مرکز فضایی گویان پرتاب شود اما به دلیل نامناسب بودن آب‌وهوا پرتاب به روز بعد ۱۴ آوریل به تعویق افتاد. پس از پرتاب، چندین کمک گرانشی برنامه‌ریزی‌شده برای قرار دادن JUICE در مسیر مشتری وجود خواهد داشت: پرواز منظومه زمین-ماه در اوت ۲۰۲۴، زهره در اوت ۲۰۲۵، دومین پرواز کناری زمین در سپتامبر ۲۰۲۶، و سومین پرواز نهایی. زمین در ژانویهٔ ۲۰۲۹ خواهد بود.
JUICE دو بار از کمربند سیارک‌ها عبور می‌کند. عبور از نزدیکی نیز سیارک ۲۲۳ روزا که پیشنهاد شده در اکتبر ۲۰۲۹ رخ خواهد داد.

### ورود به سامانه مشتری
کاوشگر که در ژوئیهٔ ۲۰۳۱ به منظومه مشتری می‌رسد، JUICE برای نخستین بار پرواز گانیمد را برای آماده‌سازی برای قرار دادن مداری مشتری ≈ ۷٫۵ ساعت بعد انجام می‌دهد. مدار اول کشیده خواهد شد و مدارهای بعدی به تدریج در طول زمان کاهش می‌یابد و در نتیجه یک مدار دایره‌ای به دور مشتری ایجاد می‌شود.
اولین پرواز کناری اروپا در ژوئیهٔ ۲۰۳۲ انجام خواهد شد. JUICE وارد مداری با شیب بالا می‌شود تا امکان شناسایی مناطق قطبی مشتری و بررسی مگنتوسفر مشتری را فراهم کند.

### ورود به مدار گانیمد
در دسامبر ۲۰۳۴، JUICE وارد مداری بیضوی به دور گانیمد می‌شود و اولین فضاپیمایی خواهد بود که به دور قمری غیر از ماه زمین می‌چرخد. مدار اول در فاصله ۵۰۰۰ کیلومتری (۳۱۰۰ مایلی) خواهد بود. در سال ۲۰۳۵، JUICE وارد مداری دایره‌ای ۵۰۰ کیلومتری (۳۱۰ مایلی) بالاتر از سطح گانیمد می‌شود. JUICE ترکیبات و مگنتوسفر گانیمد را در میان چیزهای دیگر بررسی خواهد کرد.

### خروج برنامه‌ریزی‌شده از مدار گانیمد
زمانی که فضاپیما پیشران باقیمانده خود را مصرف کرد، قرار است JUICE از مدار خارج شود و در پایان سال ۲۰۳۵ بر گانیمد برخورد کند.

## اهداف
این فضاپیما قرار است در ۱۳ آوریل ۲۰۲۳ (۲۴ فروردین ۱۴۰۲) پرتاب شود و در ژوئیه ۲۰۳۱ پس از چهار کمک گرانشی و هشت سال سفر به مشتری خواهد رسید. در دسامبر ۲۰۳۴، این فضاپیما برای مأموریت علمی خود وارد مدار قمر گانیمد می‌شود و بدین ترتیب اولین فضاپیمایی خواهد بود که به دور قمری غیر از ماه زمین می‌چرخد. (توجه داشته باشید کاوشگرهای قبلی مثل کاسینی یا جونو هیچگاه در مدار اقمار قرار نداشتند و همواره به دور سیاره در حال چرخش بودند)
این فضاپیما پیش از رسیدن به مشتری با سه سیاره و قمر روبرو خواهد شد.

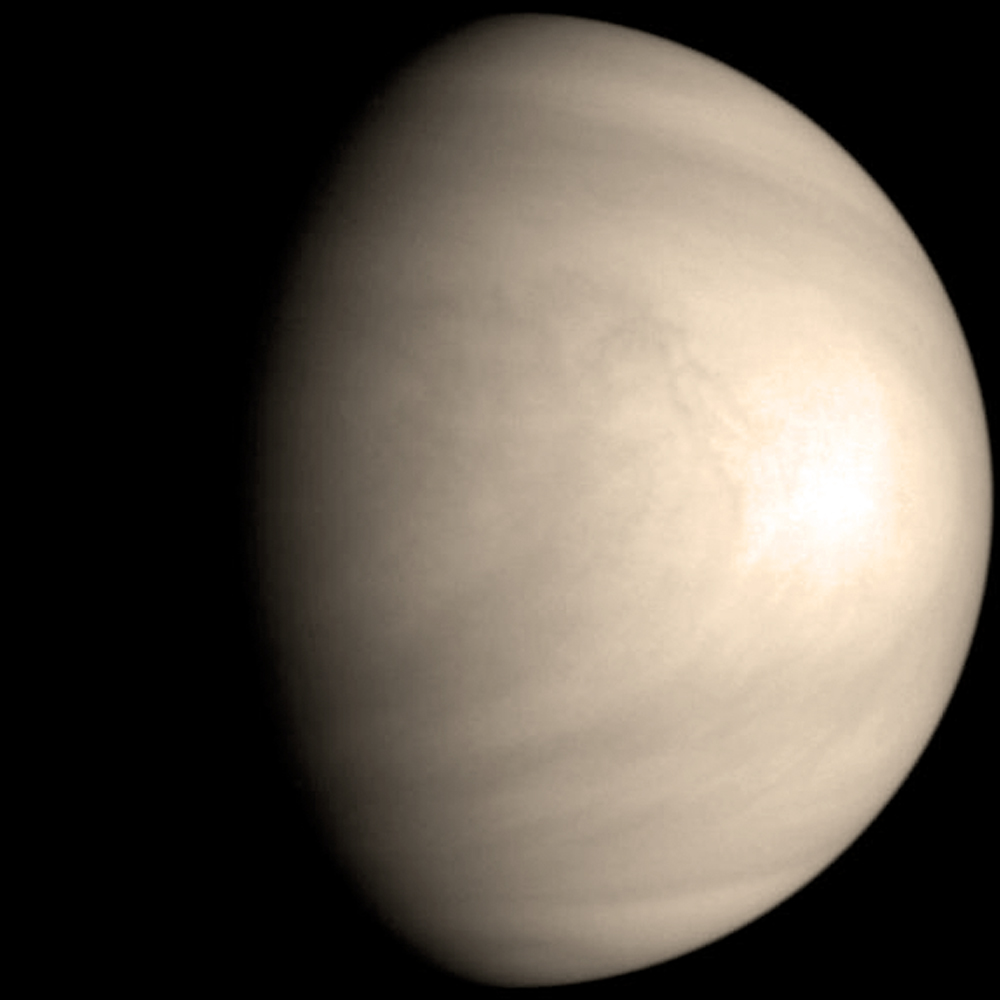
زهره (یک پرواز در سطح پایین در مسیر حرکت)
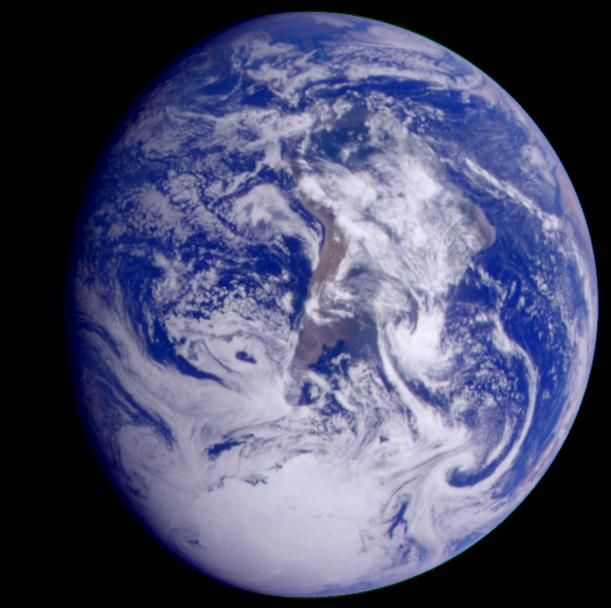
زمین (سه پرواز در سطح پایین در مسیر حرکت)
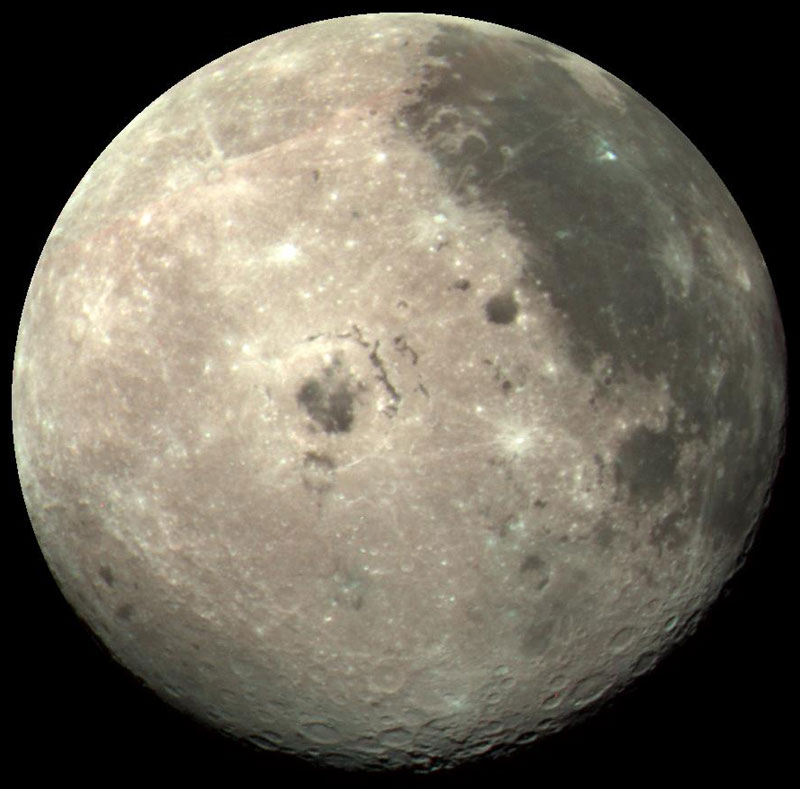
ماه (سه پرواز در سطح پایین در مسیر حرکت)
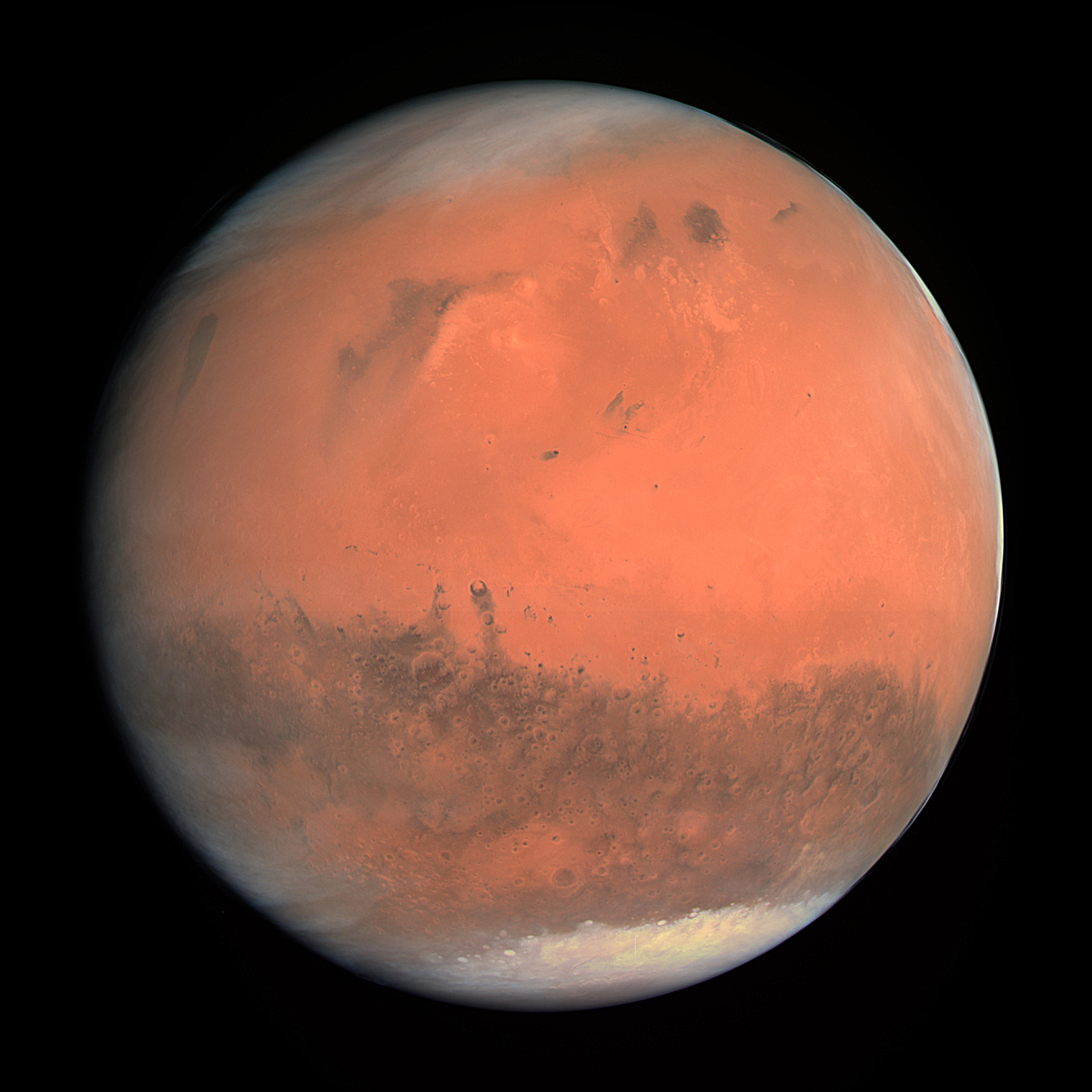
مریخ (یک پرواز در سطح پایین در مسیر حرکت)
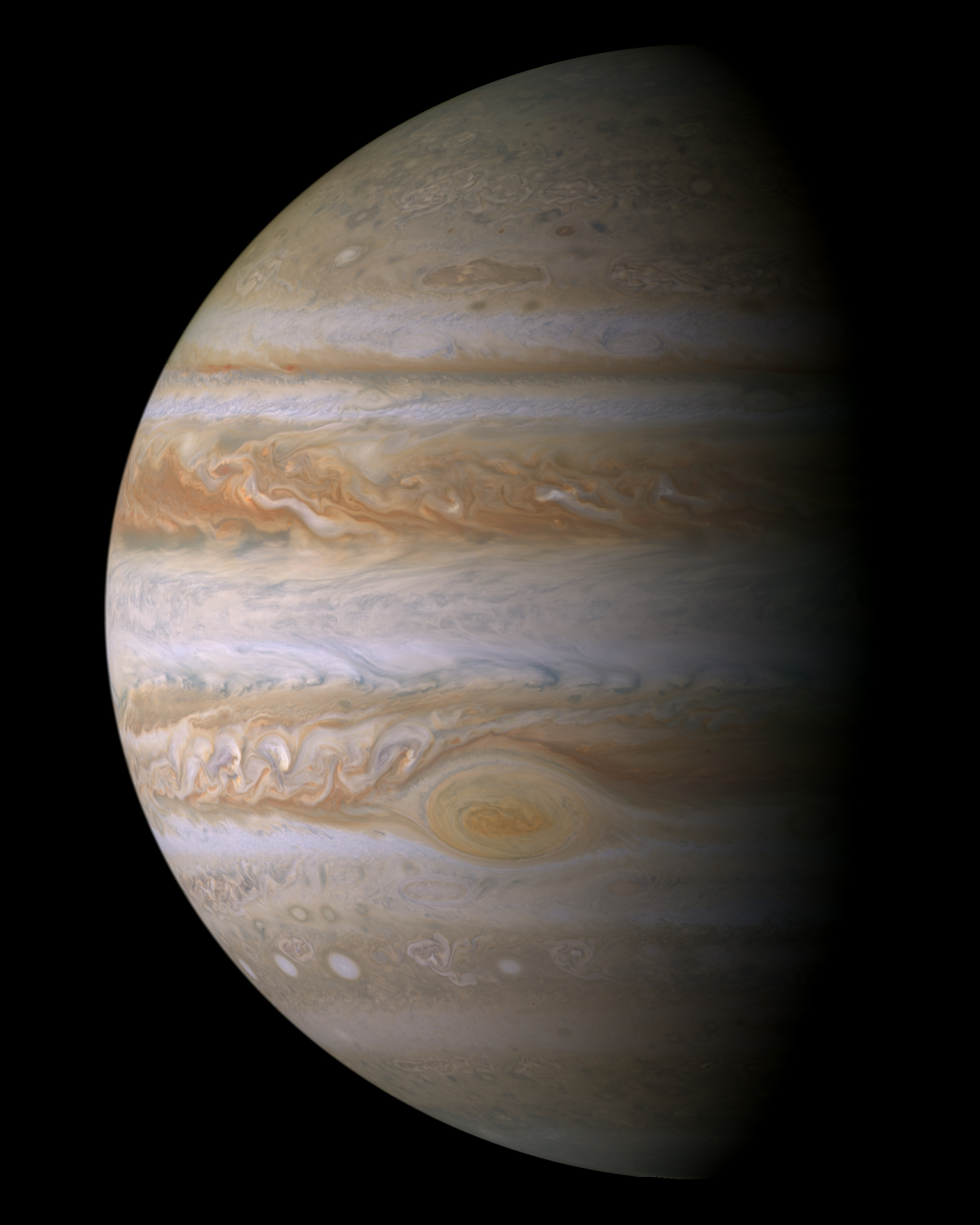
مشتری (سیاره)
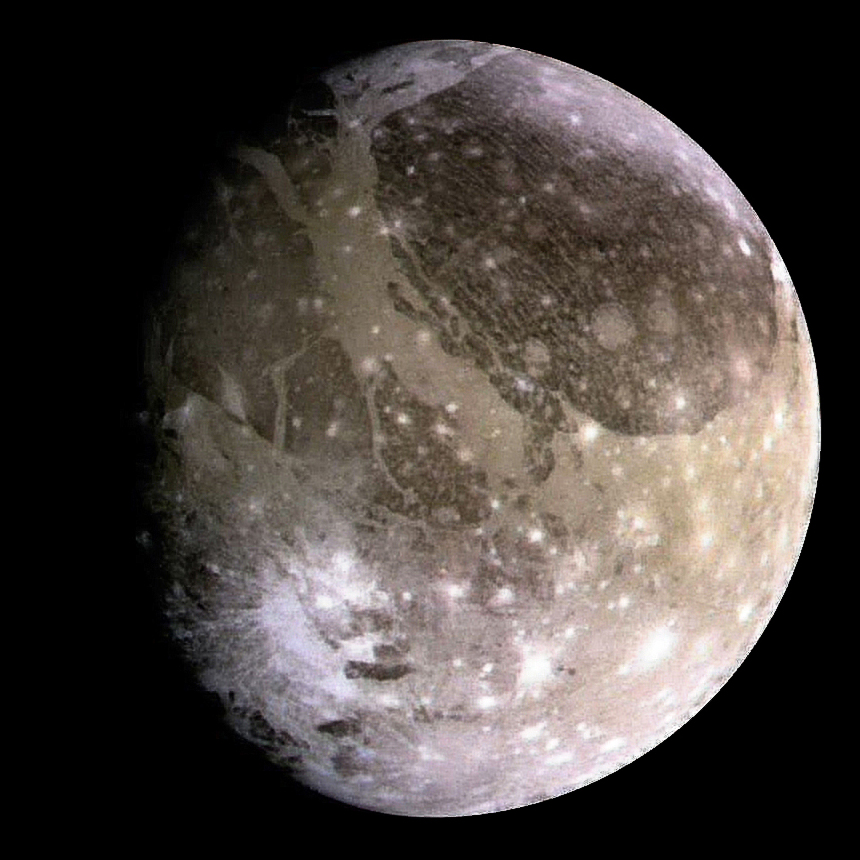
گانیمد (گردش مداری و پرواز در سطح پایین)
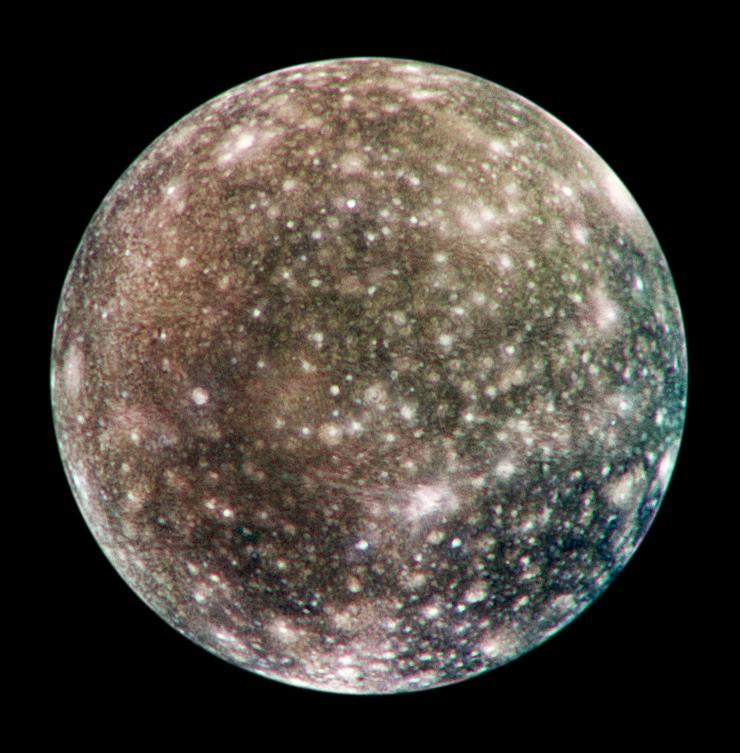
کالیستو (قمر) (چندین پرواز در سطح پایین)
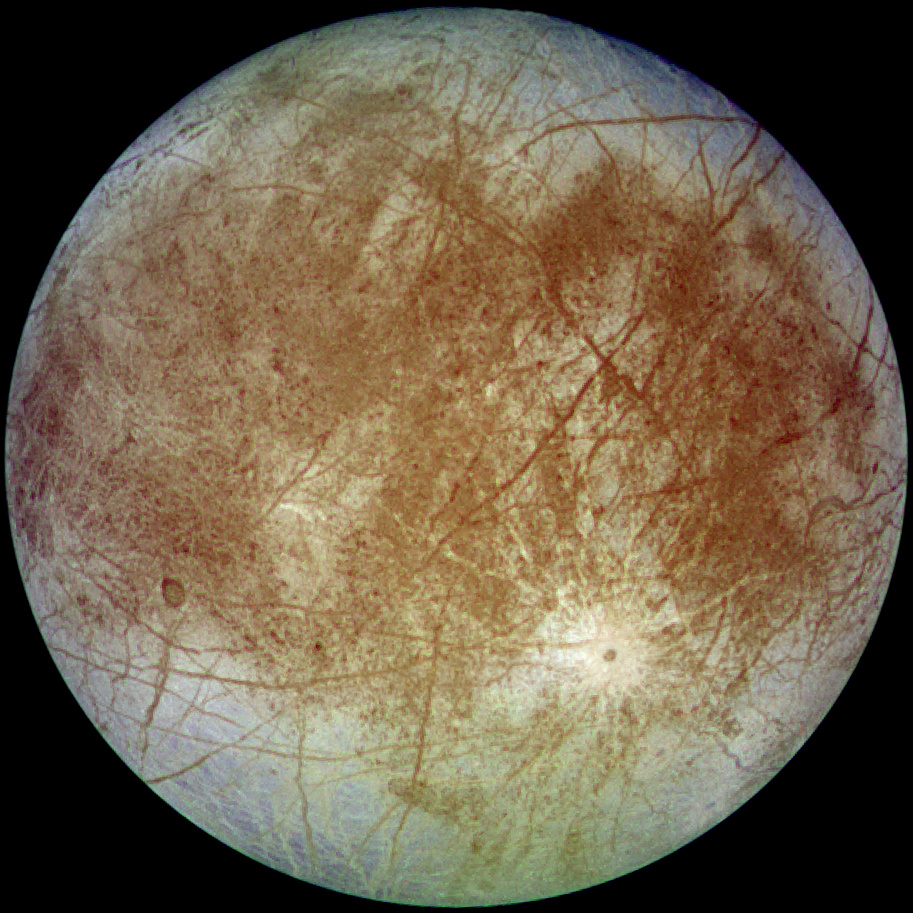
اروپا (قمر) (دو پرواز در ارتفاع پایین)

## اهداف علمی
مدارگرد JUICE تحقیقات دقیقی بر روی گانیمد انجام خواهد داد و پتانسیل این قمر را برای امکان وجود حیات فرازمینی به دقت مورد ارزیابی قرار می‌دهد. ادامه این تحقیقات روی قمر اروپا و کالیستو تصویر کاملی از وضعیت وجود حیات در قمرهای گالیله به ما می‌دهد.
اهداف علمی اصلی برای گانیمد، کالیستو و اروپا عبارتند از:
- ویژگی‌های لایه‌های اقیانوس و شناسایی مخازن احتمالی آب زیرسطحی
- نقشه‌برداری توپوگرافی، زمین‌شناسی و ترکیبی سطح
- بررسی خواص فیزیکی پوسته‌های یخی
- توصیف توزیع جرم داخلی، دینامیک و تکامل فضای داخلی
- بررسی جو ضعیف گانیمد
- مطالعه میدان مغناطیسی ذاتی گانیمد و برهمکنش‌های آن با مگنتوسفر مشتری
- برای اروپا، تمرکز بر روی خواص شیمیایی مورد نیاز برای شکل‌گیری حیات، از جمله مولکول‌های آلی و درک شکل‌گیری ویژگی‌های سطحی و ترکیب مواد غیر آب و یخ است.
- علاوه بر این، JUICE اولین صدای زیرسطحی قمر را ارائه خواهد کرد
- مشاهدات فضایی دورتر نیز برای چندین قمر کوچک نامنظم و قمر فعال آتشفشانی آیو انجام خواهد داد.[۱۹]